# Llosa de pedra

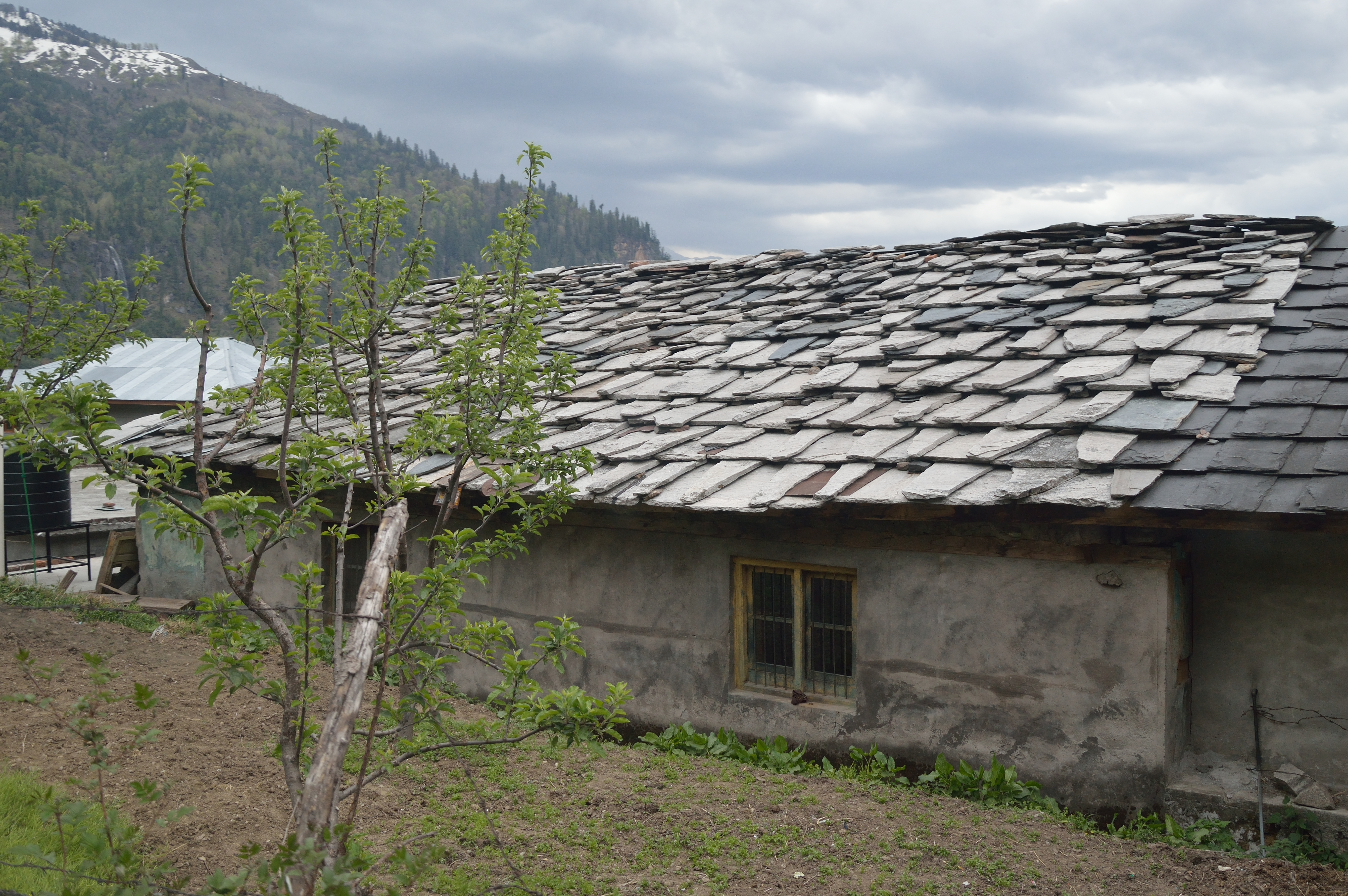
Casa amb sostre de lloses. Palchan. Himachal Pradesh

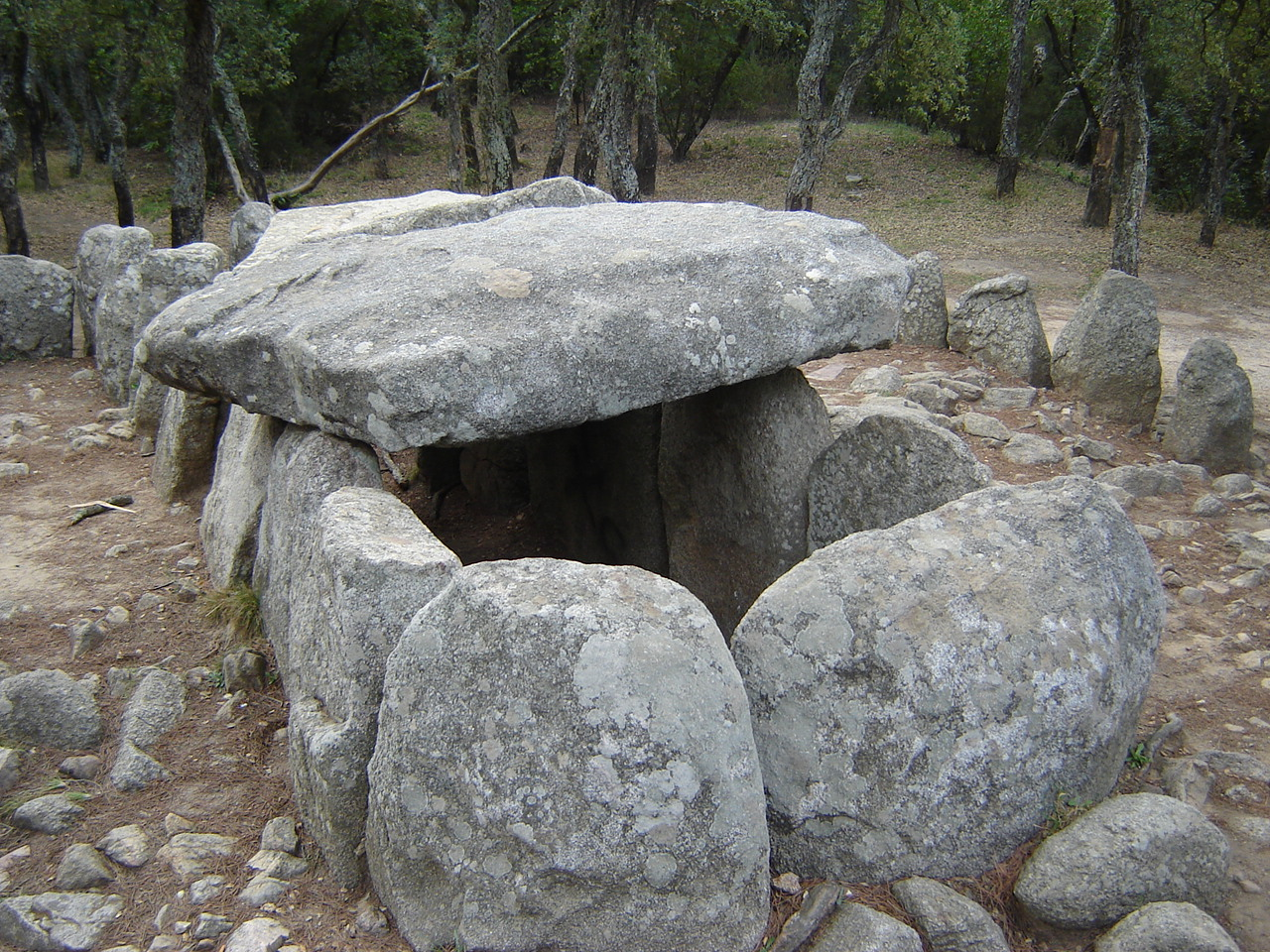
Dolmen cova d'en Daina a Romanyà de la Selva (Baix Empordà).

Una llosa de pedra o, simplement, una llosa és una pedra plana usada en paviments, teulades i altres. Altres definicions precisen una mica més el significat:
- Pedra plana i de poc gruix...[1]
- Pedra plana, relativament prima, de forma rectangular o quasi rectangular...[2]

## Etimologia
“Llosa” està documentada des del segle xiii. Derivada del preromà “lausa” (pedra de mineral dur), d'origen incert, probablement indoeuropeu no ibèric.

### Documentació
- 1281. Rafal de la Llosa.[3]
- 1285: Hi ha un document curiós que parla de la fugida de Jaume II de Mallorca del castell de Perpinyà. .

| «                                       | Quant lo rey hac dit aço, lo maestre ab son picha martell va obrir e trencar les lloses de la cambra que era enllosada, e devench a aquell lloch hon l'aiguera aquella passava; e troba la ampla, encara mes que nos pensava. El rey En Jaume, qui u viu, tench se per estort. E hagueren mantinent molta aygua de hun çafareig quis tenia prop la paret de la cambra, e gitaren hi tant aygua que tota la ayguera scuraren. E puix lo maestre va entrar dins ab llums de candelles e cercala tota, tro lla jus hon exia fora del castell; e vehe que bell era assats, e que hom ne podia be exir. | » |
| — Crònica de Bernat Desclot; cap CXXXIV | |   |

- c.1300? Segons uns versos occitans recordats per Armand de Belvezer, que parlen d'una teulada enllosada:

| « | Qui cubre de lausa, Cent ans se repausa, So diz Salomos. Qui be no l'afusta, Sa mort y ajusta, Respon li Marcos. | » |

 Traducció aproximada: Diu Salomó: qui fa el sostre de lloses pot reposar cent anys; Marcos li respon: Si no el reforça bé, el sostre, amb bigues i similars és que hi vol morir enterrat.
- 1801. La primera citació en francès és de 1801, en el Diari de Stendhal.

| «                                                                                     | La montée entre la ville basse et la partie haute est très rapide. Il y a des rues qui tournent beaucoup et qui montent assez doucement; il y a ensuite de petits passages avec des espèces de degrés formés par des morceaux de lauze, qui sont absolument droits. Saluées est à dix lieues de Turin, cinq de Pignerol, cinq de Coni, deux et demie de Savigliano, dix de Bra.. | » |
| — STENDHAL. JOURNAL .TEXTE ÉTABLI ET ANOTÉ PAR HENRY DEBRAYE ET LOUIS ROYER. Pàg. 40. | |   |

## Termes relacionats
- Llamborda o llambordí
- llicorella
- làpida
- llena
- Lloança, llosanca

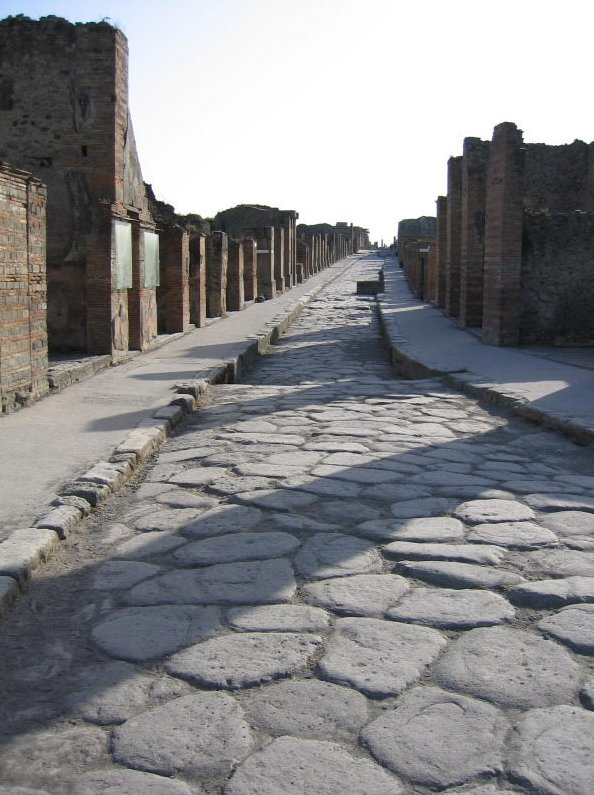
Carrer de Pompeia empedrat amb llambordes.

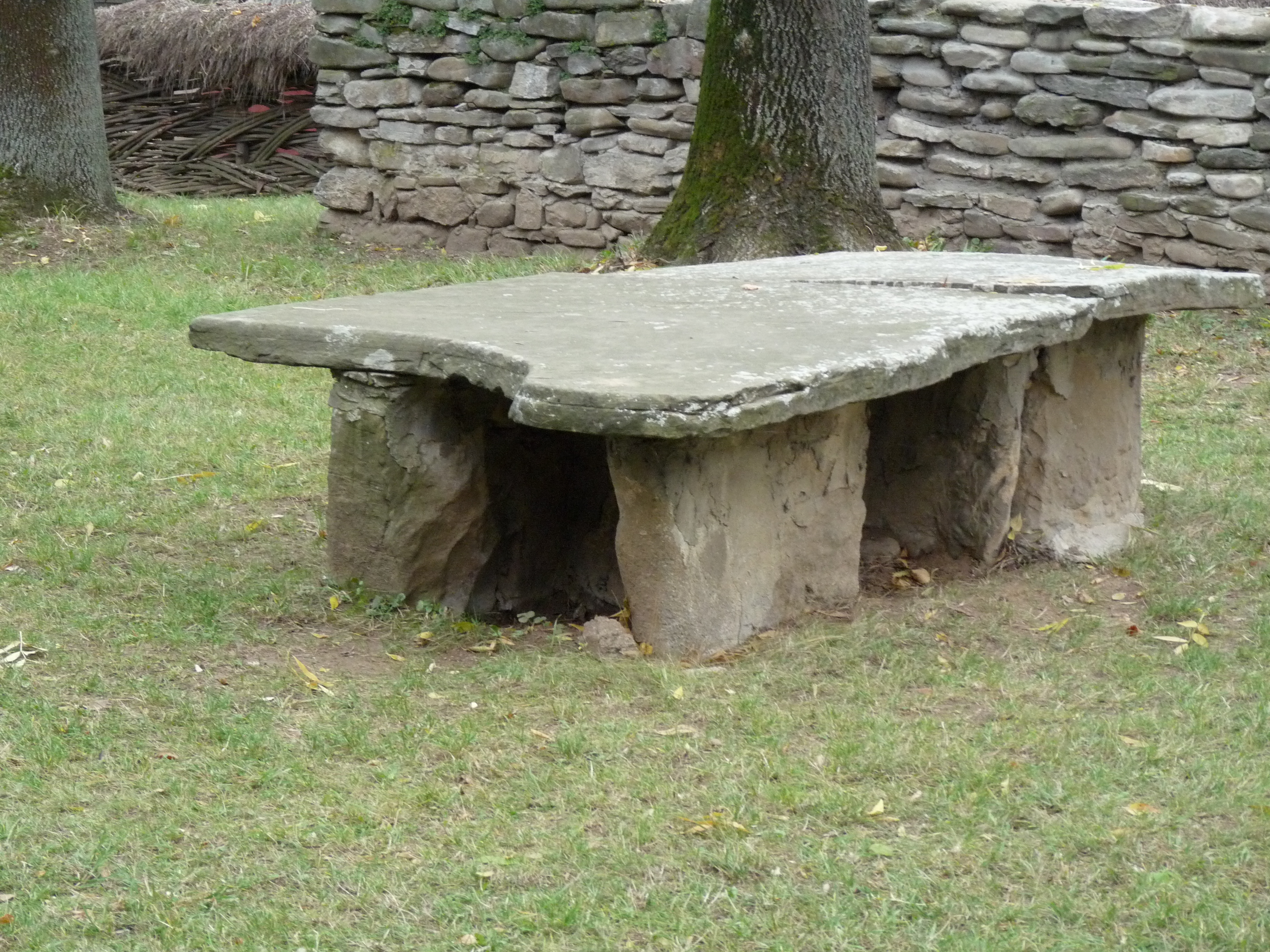
Taula de pedra amb dues lloses.

- Llosarda. (http://www.diccionari.cat/lexicx.jsp?GECART=0083744)
- Llenasca. (http://www.diccionari.cat/lexicx.jsp?GECART=0160495)

## Les lloses delsdolmens
En molts dolmens hi ha una o més lloses de pedra de grans dimensions.

## Les lloses en la construcció
Les aplicacions principals de les lloses com a material de construcció són per a fer paviments i en la construcció de teulades. Però poden ser emprades per a altres usos. Així hi ha:
- Lloses de pissarra per a teulades.[8][9][10]
- Balcons formats a partir d'una llosa

Hi ha altres aplicacions possibles:
- Construccions de pedra seca: murs, espones, cabanes.
- En algunes llars de foc una llosa forma la base de la llar: la llosa del foc.
- En altars de tipus religiós l'anomenada ara pot ser una llosa, més o menys elaborada o en estat natural.
- En taules rústiques.

## Lloses sepulcrals
D'ençà d'èpoques prehistòriques hi ha exemples de tombes cobertes amb una llosa de pedra. Llosa en estat natural o treballada. Aquest significat de tapa d'un sepulcre es va estendre el significat de llosa a tapes funeràries treballades ben diferents de les lloses naturals planes i primes.
- Exemple de la tomba del rei Pere el Gran,[11]

## Les lloses de rentar roba

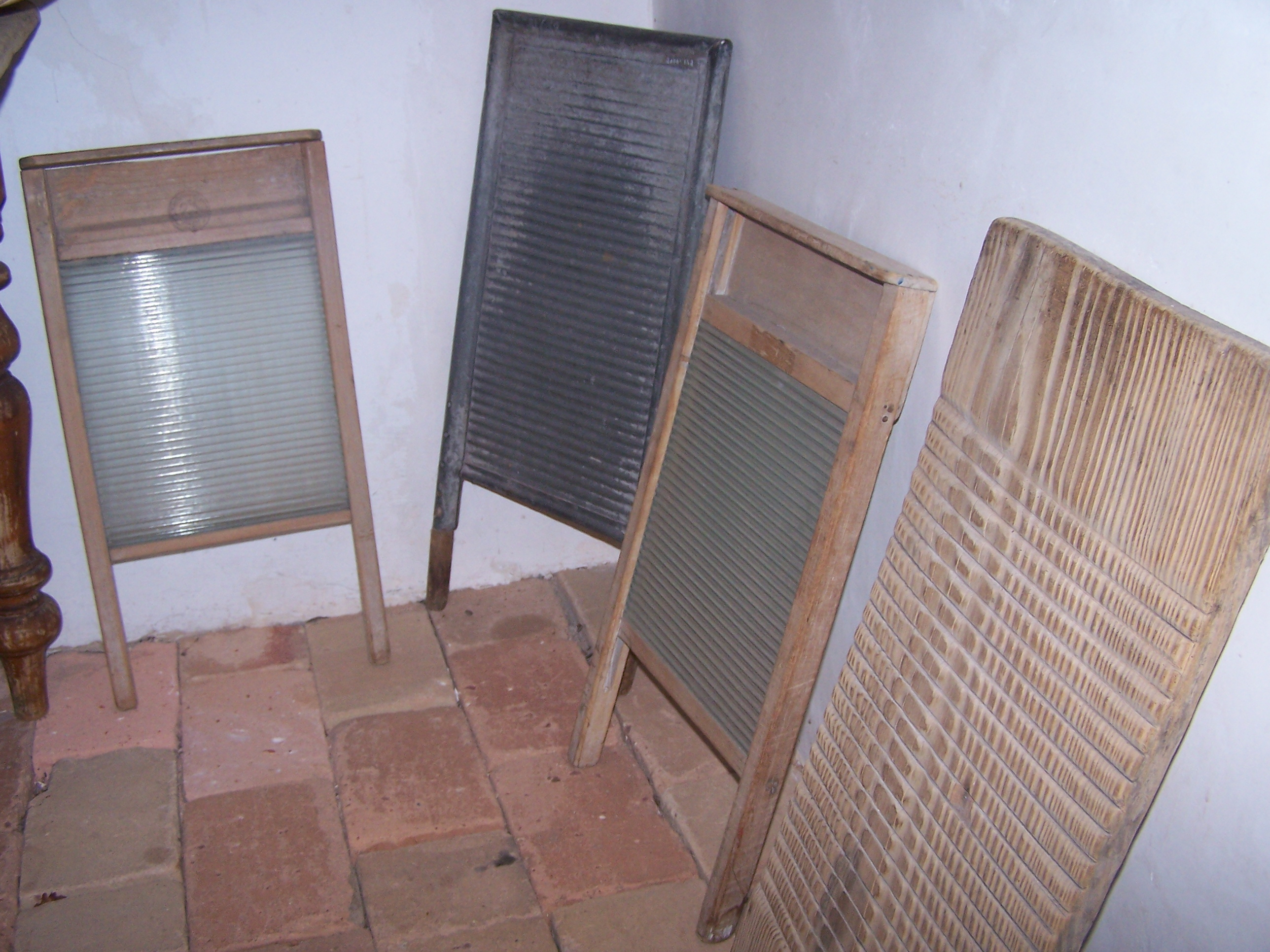
Diferents tipus de washboard

Poder rentar la roba, com a factor d'higiene, és una necessitat bàsica en les societats civilitzades i, en general, a tot arreu del món. En èpoques primitives - abans de l'aigua corrent, les rentadores i els detergents- calia anar a rentar la roba a la vora del riu o en un safareig.
La roba es rentava a mà, amb sabó (dur o moll) i calia refregar-la i a vegades colpejar-la contra una superfície dura. L'objectiu era de fer penetrar la barreja d'aigua i sabó entre les fibres del teixit per tal d'aconseguir treure tota la brutícia. Les lloses de rentar roba eren lloses de pedra natural escollides per presentar una superfície fina i relativament plana. Les petites irregularitats arrodonides podien ajudar en el procés de fregat.
- En alguns casos la superfície de fregar era un atuell de fusta fabricat especialment. Aquest instrument se seguia denominant “llosa”.
- També hi havia “lloses artificials” de planxa metàl·lica ondulada. (Aquestes lloses de metall ondulat han format part, com a instruments de ritme, en bandes de jazz i blues).(Vegeu Washboard)[14]
- El rentat a la pedra de pantalons texans i roba similar és un procés de desbast que utilitza el fregament de parts localitzades de la peça de roba contra una pedra tosca o similar. L'objectiu és aconseguir un canvi d'aspecte de la peça de roba, imitant el desgast natural.

## Les lloses en la gastronomia
Un sistema de cuinar els aliments és “a la llosa”. De manera semblant als sistemes de “a la planxa” o “a la graella”, en el procediment de coure a la llosa els aliments crus (carn, peix, verdures…) es posen sobre una llosa calenta damunt del foc. Amb oli, mantega o sagí i tots els aditaments amb què hom vulgui amanir la teca.
- Aquest sistema era més aviat popular en regions dels Pirineus i sovint practicat per pagesos i pastors. Actualment es pot considerar incorporat a la gastronomia general.[16][6][7]
- La mateix llosa de cuinar pot emprar-se, a vegades, per a servir. Traient-la del foc i portant-la a taula. O usant-la directament com a plat. Com que la llosa conserva la calor més que altres estris hom pot gaudir d'aliments a una temperatura més alta i durant més temps.

## Les lloses com a parany de caça

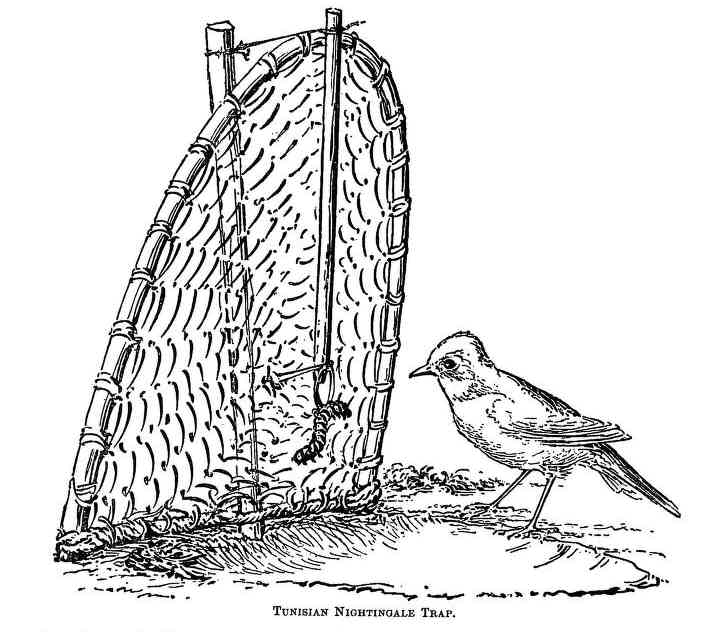
Parany tunisià per a caçar ocells vius. Una llosa-parany és molt semblant però més contundent.

La caça amb llosa, llosella (lloella) o lloseta i encara abeurada és un sistema de prendre animals petits, ocells, mitjançant un parany. Part fonamental del dispositiu és una llosa. Preparar aqueix parany s'anomena “parar la llosa”.
- Descripció del parany: Una llosa de dimensions adequades es posa en posició alçada i formant un cert angle amb l'horitzontal. La llosa, en posició inestable, és manté dreta mitjançant unes quantes branquetes o bastonets disposats de forma particular. Com aquell qui diu “a punt de disparar-se” (o desparar-se). Un cop parada la llosa cal posar un esquer adequat per a atraure l'animal que hom vol caçar.
- Quan l'animal (ocell, conill…) prova de menjar l'esquer, si toca qualsevol branqueta la llosa li cau damunt i resta atrapat. Aquesta mena de caça és reglamentada a Europa, certs països la prohibeixen.

## El terme "llosa" en topònims
A partir del terme llosa i els seus derivats hi ha una munió de topònims.
Alguns fan referència a poblacions:
- la Llosa de Camatxo
- la Llosa de Ranes[23]
- la Llosa del Bisbe
- la Llosa
- Lloseta

En altres casos els topònims són d'accidents geogràfics:
- La Llosa del Cavall
- La Llosa del Corralet
- Estany de la Llosa
- Vall de la Llosa